# Carol Bellamy
Pour les articles homonymes, voir Bellamy.
Carol Bellamy, née le 14 janvier 1942 à Scotch Plains (New Jersey), est une femme politique américaine. 
Membre du Parti démocrate, elle est la première femme à être élue présidente du conseil municipal de New York en 1977 mais échoue dans sa tentative de devenir maire de New York en 1985. Elle s'investit ensuite dans la direction d'organisations dans le domaine du développement : elle est notamment directrice du Corps de la paix entre 1993 et 1995 puis directrice exécutive de l'UNICEF entre 1995 et 2005.

## Biographie

### Études
Elle naît et grandit à Scotch Plains (New Jersey), où elle sort diplômée de l'école secondaire Scotch Plains-Fanwood en 1959,. Elle étudie au Gettysburg College, où elle est membre de la sororité Delta Gamma (en), obtenant son diplôme en 1963. Elle décroche également un diplôme à la faculté de droit de l'université de New York en 1968. Elle est volontaire du Corps de la paix au Guatemala de 1963 à 1965

### Carrière professionnelle
Elle est directrice générale chez Bear Stearns de 1990 à 1993, directrice chez Morgan Stanley de 1986 à 1990 et associée au cabinet d'avocats new-yorkais Cravath, Swaine & Moore (en) de 1968 à 1971. En 1968, elle devait être l'un des sujets du film One P.M. de Jean-Luc Godard (plus tard réalisé par Richard Leacock et Donn Alan Pennebaker), où elle développe l'idée de se servir du monde des affaires pour permettre le changement social. Son discours a ensuite été moqué par l'acteur Rip Torn, déguisé avec un uniforme de la guerre de Sécession devant une classe de collège de Brooklyn.

### Carrière politique
Elle est membre du Sénat de l'État de New York de 1973 à 1977, siégeant dans les 180e, 181e et 182e législatures. En novembre 1977, elle est la première femme à être élue présidente du conseil municipal de New York, poste qu'elle occupe à partir de 1978, jusqu'à sa tentative infructueuse de devenir maire de New York en 1985. Membre du conseil d'administration de la Metropolitan Transportation Authority, elle en démissionne à la demande du gouverneur Mario Cuomo en 1985.
En 1982, elle envisage de courir pour le poste de gouverneur de l'État de New York. En 1990, elle est une candidate malheureuse au poste de contrôleur de l'État de New York. De 2005 à 2006, elle siège au conseil d'administration universitaire de l'État de New York, qui supervise toutes les activités d'éducation de l'État.

### Direction d'institutions

#### Corps de la paix
De 1993 à 1995, elle est directrice du Corps de la paix. Nommée par le président Bill Clinton, elle est la première personne à occuper ce poste à avoir été bénévole de l'institution par le passé.

#### UNICEF
De 1995 à 2005, elle est directrice exécutive de l'UNICEF. Nommée à ce poste par le secrétaire général de l'ONU Boutros Boutros-Ghali, elle est reconduite en 2000 par Kofi Annan. Elle est la première femme à occuper cette fonction.
Durant son mandat, elle se concentre sur cinq priorités : vacciner chaque enfant, amener toutes les filles et tous les garçons à l'école et faire en sorte que toutes les écoles offrent une éducation de base de qualité, réduire la propagation du VIH / SIDA, lutter pour la protection des enfants et contre la violence et leur exploitation et introduire des programmes liés à la petite enfance dans tous les pays. Pendant cette période, la mortalité infantile mondiale baisse ainsi que la contamination à plusieurs maladies (poliomyélite, rougeole, etc.) ; des lois sont promulguées dans des dizaines de pays pour mieux protéger les enfants. En 2002, elle encourage l'Assemblée générale des Nations unies à permettre à des enfants de participer à la session extraordinaire qui leur est consacrée, permettant à plusieurs centaines de jeunes de discuter avec des chefs d'État des problèmes qui affectent leur vie ; de nouveaux objectifs mondiaux sont par ailleurs adoptés. Lors de son départ, elle laisse une organisation dotée de finances saines et de contrôles internes solides. Les ressources de l'UNICEF doublent, passant d'environ 800 millions de dollars en 1994 à plus de 1,8 milliard de dollars en 2004.

#### GCERF
En 2014, elle devient présidente du conseil d'administration du Fonds mondial pour l'engagement et la résilience des collectivités (Global Community Engagement and Resilience Fund, GCERF), une organisation mondiale qui vise à soutenir les initiatives locales pour renforcer la résilience face aux agissements extrémistes violents, par exemple par la création d'emplois et l'autonomisation des femmes et des jeunes. En tant que partenariat public-privé opérant dans les domaines de la sécurité et du développement, le fonds collabore avec les gouvernements, la société civile et le secteur privé des pays bénéficiaires pour soutenir les stratégies nationales dans le domaine.

#### ONG et autres investissements
En 2005, elle est nommée présidente et chef de la direction de World Learning, basé à Brattleboro (Vermont), ainsi que présidente de son école, la SIT Graduate Institute (en). World Learning est une organisation mondiale active dans plus de 75 pays, qui mène programmes de développement. Parmi les organisations qui financent World Learning, on compte la fondation Tides (en) et Rockefeller Financial Services,.
Le 25 juillet 2007, elle est élue présidente du conseil d'administration de la Fair Labour Association (FLA), qui défend les intérêts des travailleurs en promouvant les normes internationales salariales.
En avril 2009, elle est nommée présidente du conseil d'administration de l'Organisation du baccalauréat international. De 2010 à 2013, elle est présidente du conseil d'administration du Partenariat mondial pour l'éducation. Elle est aussi membre du conseil d'administration de l'université américaine de Beyrouth.

## Prix et honneurs
En 1981, elle est sélectionnée pour être l'une des premières Young Leaders de la French-American Foundation.
Elle est une ancienne membre du Harvard Institute of Politics (en) de la John F. Kennedy School of Government et membre honoraire de Pi Alpha Alpha (en). Lors de sa cérémonie d'inauguration en 1982, le Barnard College lui décerne la plus haute distinction de l'institution, la Médaille de distinction.
En 2003, elle obtient un doctorat honorifique en lettres humaines au Bates College. En mai 2006, elle retourne à son alma mater, la faculté de droit de l'université de New York, pour prononcer un discours.
En 2006, elle reçoit l'ordre du Soleil levant (Japon).

## Sources
- (en) Cet article est partiellement ou en totalité issu de l’article de Wikipédia en anglais intitulé « Carol Bellamy » (voir la liste des auteurs).